# Felix Alois Thuketana
Felix Alois Thuketana (5 décembre 1933 - 2 octobre 2013), est un écrivain et linguiste éminent de la langue tsonga. En 1989, Thuketana reçoit le prix littéraire "H.P. Junod Literary Prize" pour ses contributions dans le domaine de la littérature culturelle, avec son œuvre intitulée "N'wambilu Makokorho". De plus, son livre "Xisomisana" fait de lui une figure respectée en Afrique du Sud, ainsi que dans d'autres pays. En 2007, il reçoit le prix littéraire "Lifetime Achievement Literary Award" décerné par les South African Literary Awards, soutenus par le Département de l'Art et de la Culture, le journal Sowetan et Nutrend Publishing,,. 

## Biographie

### Jeunesse
Thuketana est le deuxième enfant du révérend J.W. Thuketana, qui est pasteur à l'église Swiss Mission. Il est né le 5 novembre 1933 à Burgersdorp (Shiluvane) - district de Letaba. En raison de l'engagement de son père en tant que pasteur, la famille de Thuketana voyage beaucoup. Thuketana grandit à Ladyselborne, dans la banlieue de Pretoria, où son père exerce son ministère pastoral. Il suit ses études primaires et secondaires à Ladyselborne. Plus tard, il s'installe à Doornfontein, à Johannesburg.

### Formation et carrière: 1950 - 1997
Il poursuit ses études d'enseignant à l'Institut Lemana. Après avoir obtenu son diplôme d'enseignant à l'Institut Lemana, il décide de travailler à l'industrie légère de Pretoria en 1954. Par la suite, il obtient un poste d'enseignant à l'école de Bordeaux dans sa ville natale en 1956[pas clair]. Il dirige la chorale de l'école et se distingue par sa passion pour la musique lors des concerts de la chorale scolaire. Thuketana enseigne dans différentes écoles, jusqu'à ce qu'il devienne directeur de l'école de Gavaza Combined School, où il exerce jusqu'en 1997,.

### Publications: 1958 - 1980
En 1958, Thuketana et son beau-frère DZJ Mathebule lancenté le journal "Pusela", publié par Masonia Products, une entreprise spécialisée dans l'impression de matériel éducatif à Tzaneen. L'objectif de ce journal est d'informer les gens sur les questions importantes de l'éducation. Leur influence s'étend jusqu'à Sibasa. Thuketana continue à écrire des articles et devient rédacteur en chef du journal, rebaptisé ultérieurement "Marungula". En 1964, le pasteur Theo Schneider de l'Église Mission suisse remarque le travail de Thuketana et l'invite à enseigner à l'école de formation des pasteurs de Mindolo, à Kitwe, en Zambie. Thuketana obtient son diplôme dans le domaine des études chrétiennes. Il reçoit le prix "Xisomisana".
Thuketana devient membre du Christian Writers Fellowship of Africa et rejoint également l'Association des écrivains en Xitsonga, où il continue à contribuer à la littérature .

## Rédaction et traduction
Thuketana se distingue également en étant un pionnier dans le domaine de l'écriture humoristique. Il entreprend de traduire son premier livre intitulé "Kheleni ra Tihele" de la langue Sesotho (livre intitulé "Sekoting sa Lihele") vers le Xitsonga, élargissant ainsi son public et sa portée.
Thuketana est l'un des membres de la famille chargée de traduire les textes du Deutérocanonique / Apocryphe vers la langue Xitsonga, sous la supervision du South African Council of Bishops, en collaboration avec une équipe internationale. Leur travail contribue à rendre ces textes accessibles au peuple Xitsonga et à les intégrer dans la tradition religieuse et culturelle de la communauté ,.